# Bideford

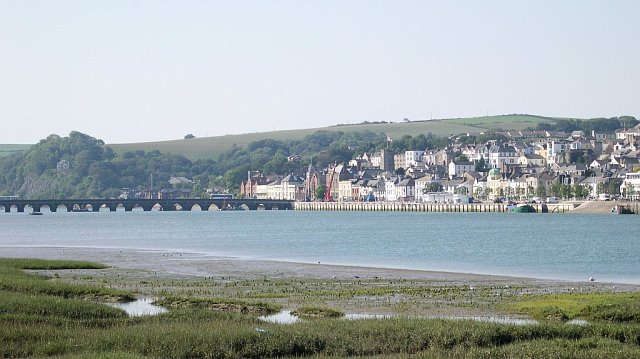
Uma vista de Bideford, com a ponte sobre o Torridge à esquerda.

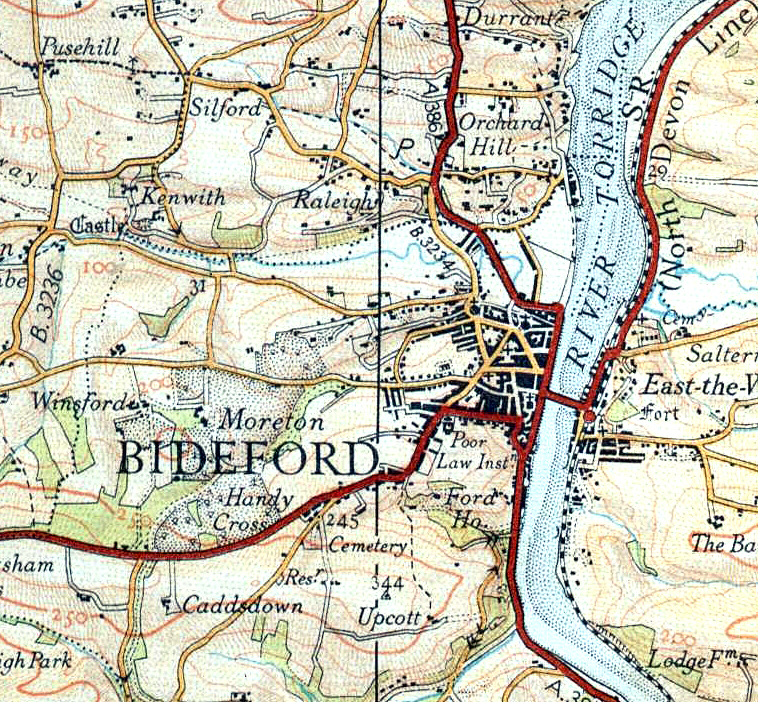
Mapa de Bideford em 1937.

Bideford é uma pequena cidade portuária situada no estuário do rio Torridge, no distrito de Torridge, condado de Devon, Inglaterra. Em 2001, sua população era de 14.599 habitantes.

## Cidade-irmã
Bideford é geminada com:
- Landivisiau, França

## Galeria de imagens

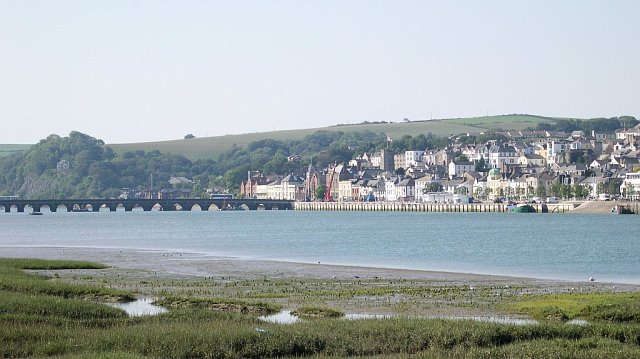
Uma vista de Bideford e a ponte
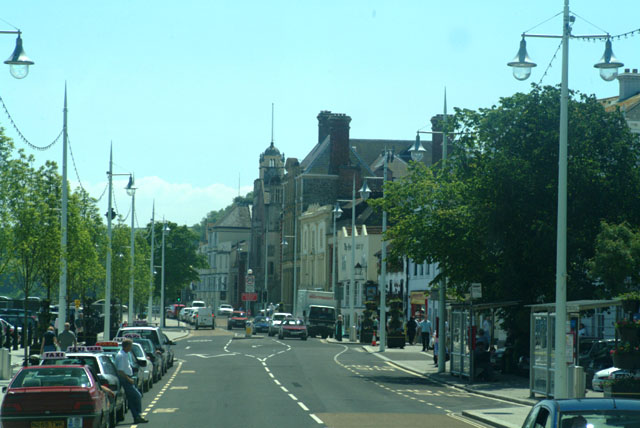
Cais de Bideford
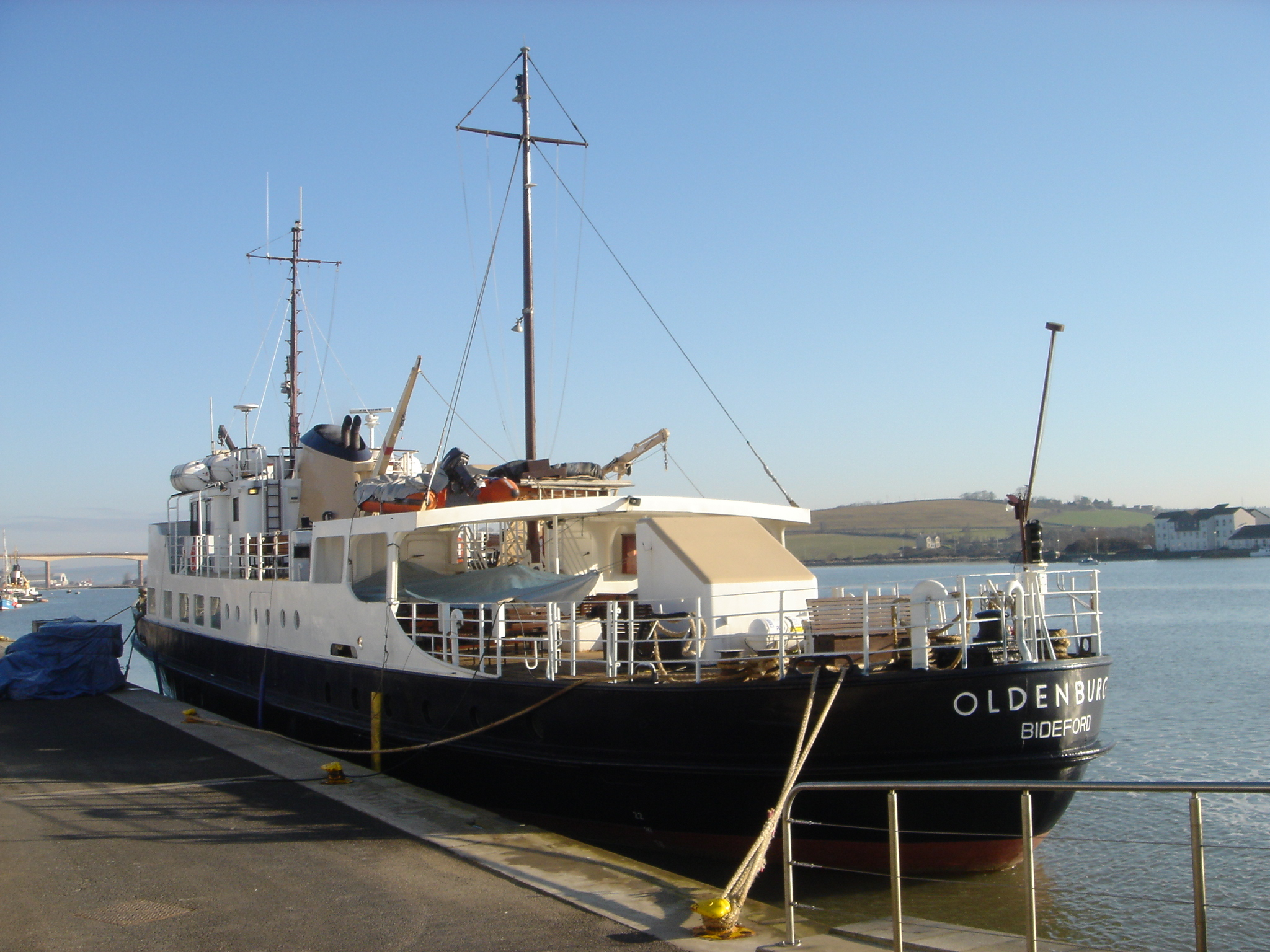
A balsa MS Oldenburg ancorada em Bideford
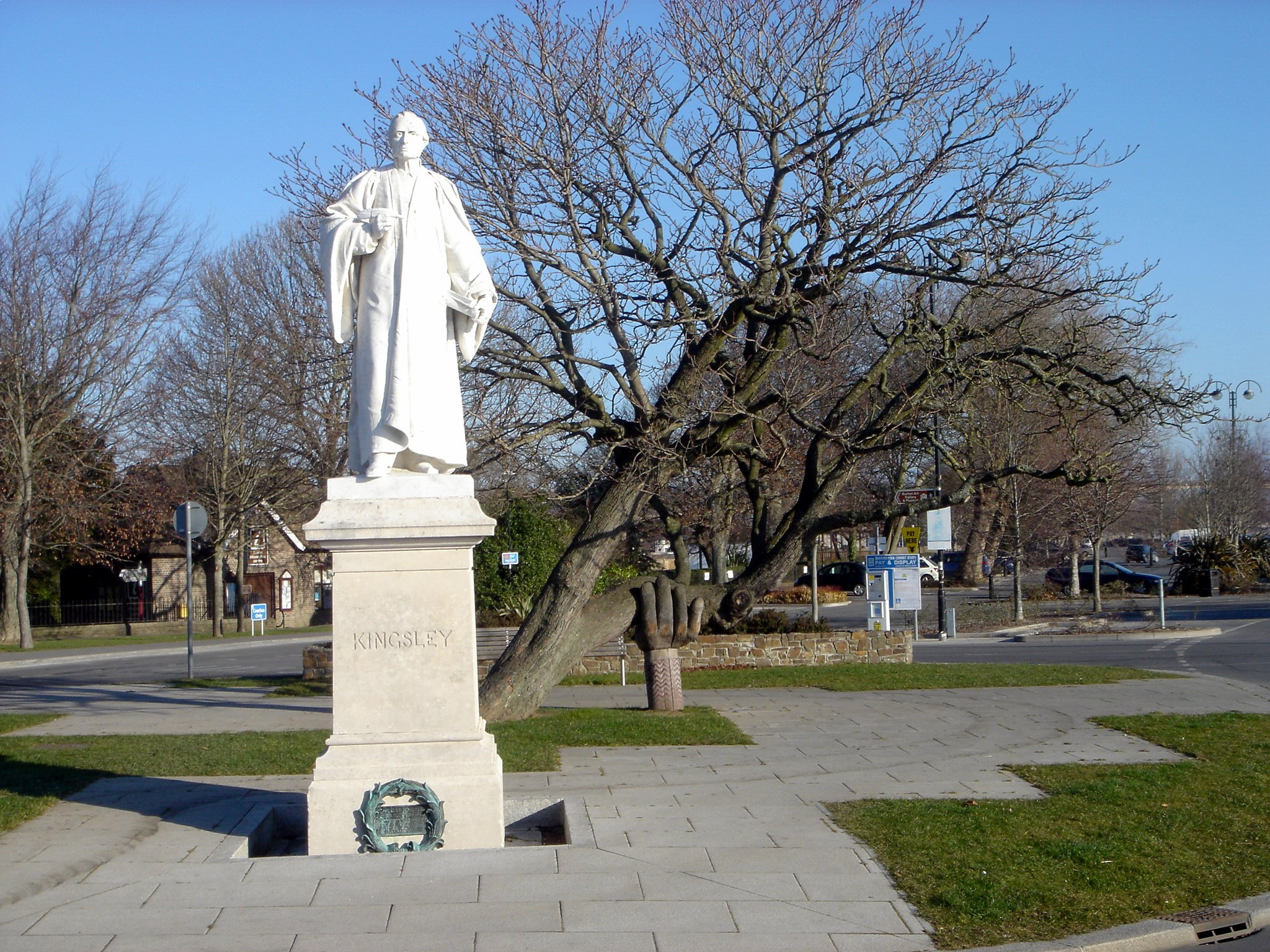
Uma estátua de Charles Kingsley
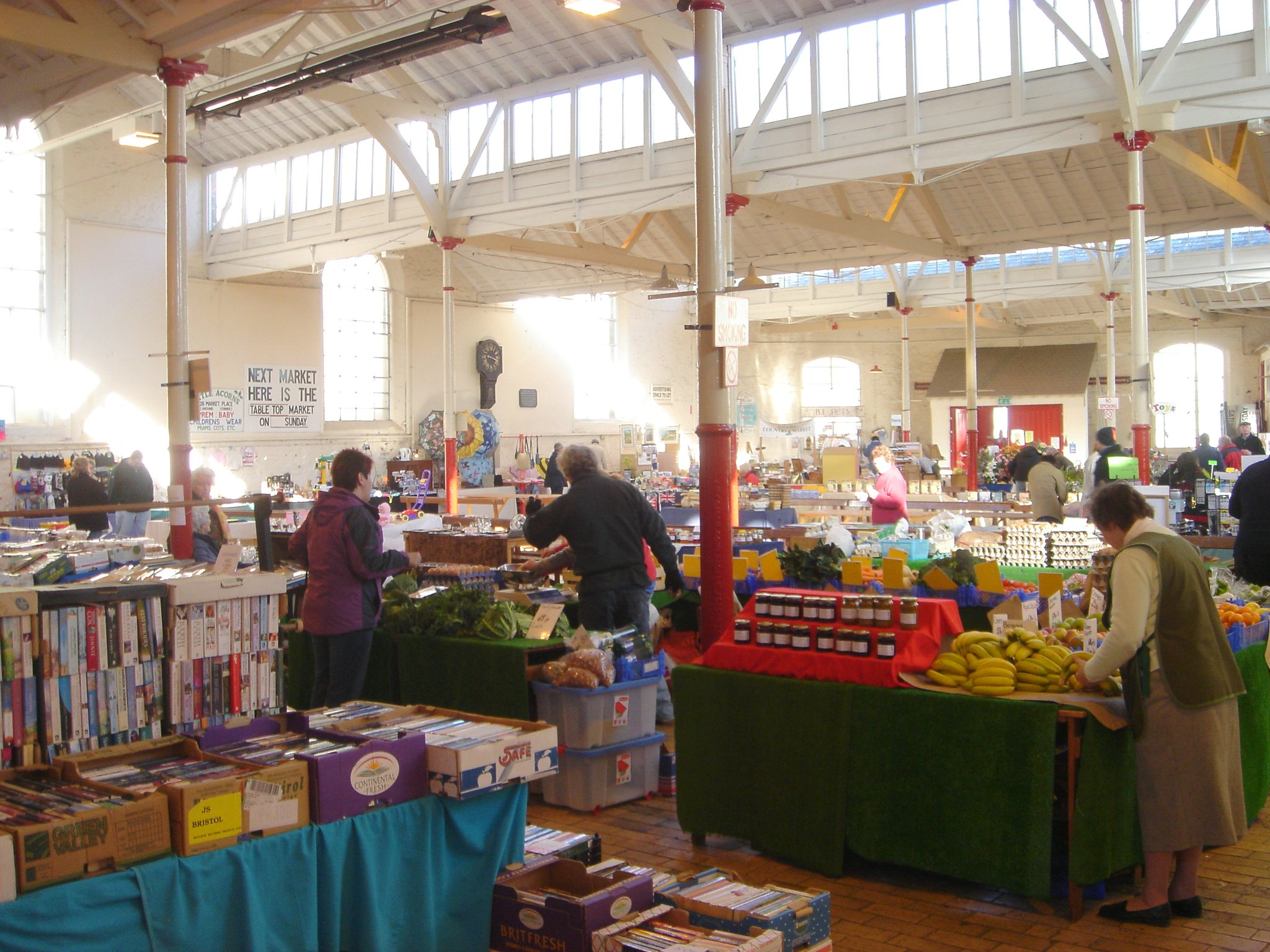
O Pannier Market
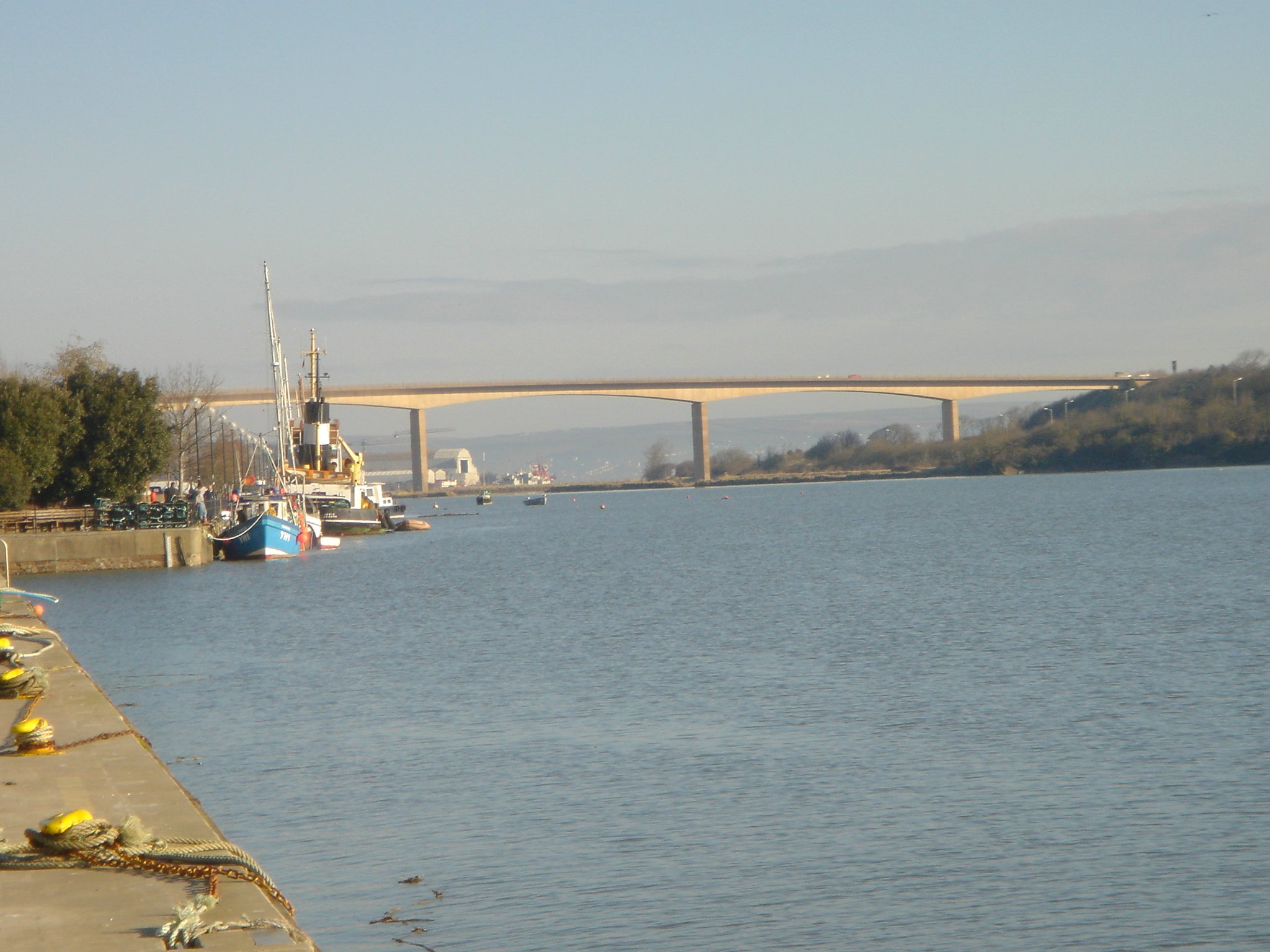
Uma vista da Ponte sobre o Torridge a partir do cais
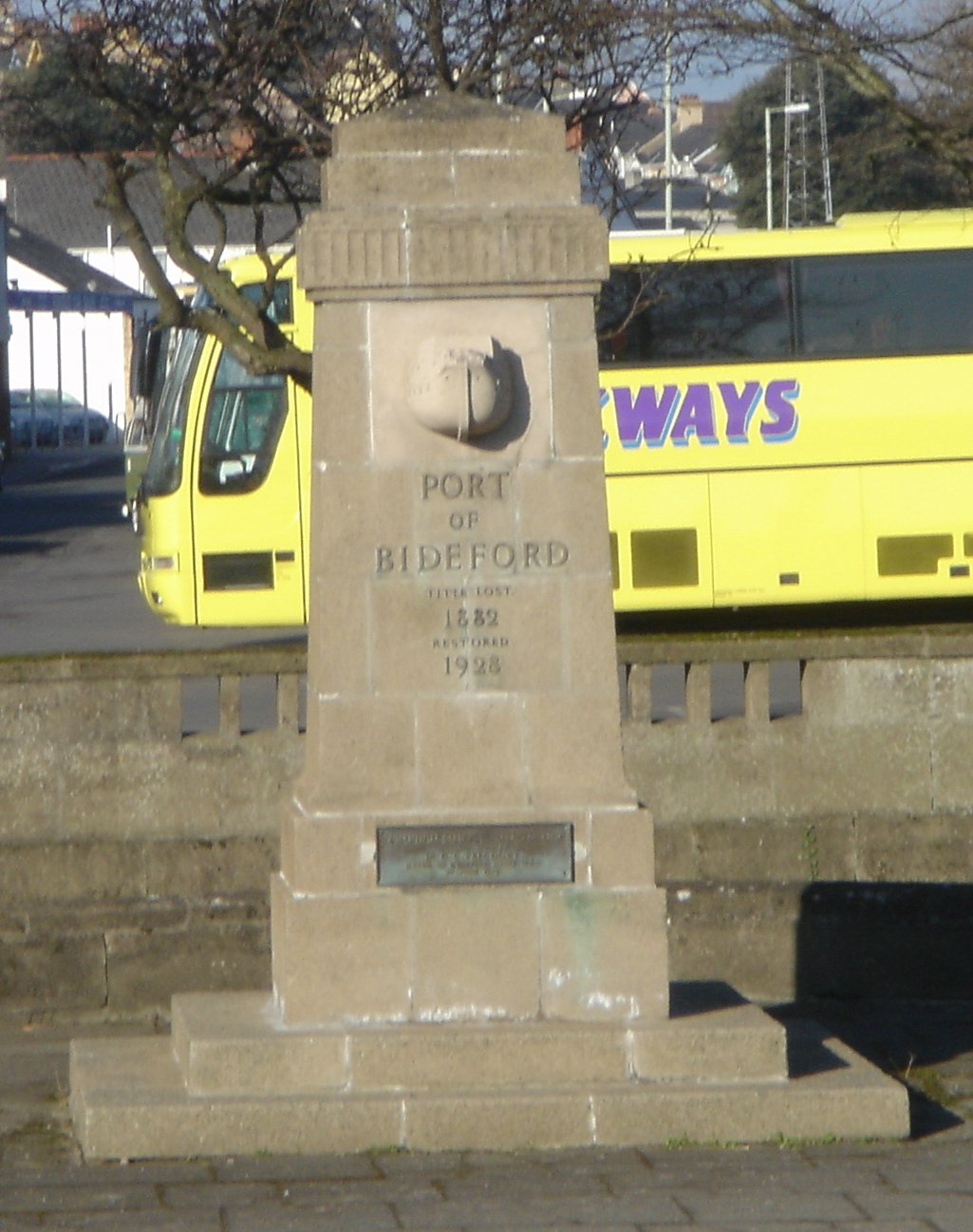
Monumento no Porto de Bideford
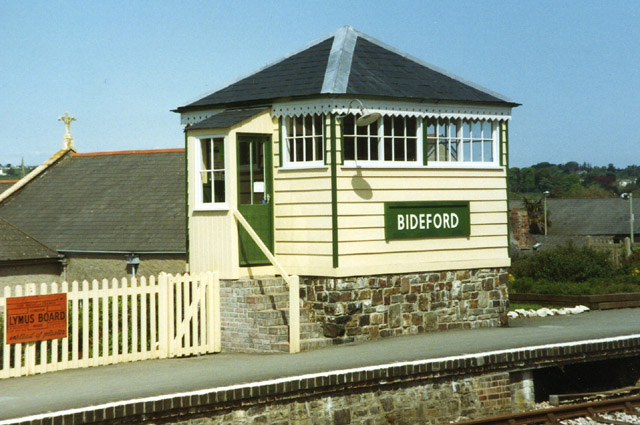
Uma réplica da cabina de sinaleiro original da antiga estação ferroviária de Bideford